# Satyria bracteolosa
Satyria bracteolosa är en ljungväxtart som beskrevs av A. C. Smith. Satyria bracteolosa ingår i släktet Satyria och familjen ljungväxter. Inga underarter finns listade i Catalogue of Life.